# (133) Cyrène
Pour les articles homonymes, voir Cyrène (homonymie).
Ne doit pas être confondu avec (1009) Sirène.
(133) Cyrène (désignation internationale (133) Cyrene) est un astéroïde de la ceinture principale découvert par James Craig Watson le 16 août 1873.
Il ne doit pas être confondu avec l'astéroïde (1009) Sirène.

## Compléments